# Karinglamalouk
Karinglamalouk is een bestuurslaag in het regentschap Flores Timur van de provincie Oost-Nusa Tenggara, Indonesië. Karinglamalouk telt 762 inwoners (volkstelling 2010).